# 慶廉 (監生)
慶廉，字雲浦，滿洲镶蓝旗人，清朝政治人物。
監生出身，道光年間，擔任內閣中書、侍讀，保送御史奉旨記名、國史館提調。道光二十三年，任浙江溫處道。咸豐元年，署浙江按察使、鹽運使，兼署浙江按察使。咸豐二年，署浙江按察使。咸豐三年，任浙江鹽運使。咸豐六年，擔任浙江按察使。咸豐七年，改浙江布政使。咸豐八年，改陝西布政使。次年，署陝西巡撫。咸豐十年，任河南巡撫、都察院右副都御史，兼兵部侍郎銜。后降職，咸豐十一年，任江西布政使。